# Гипохлорит калия
Гипохлори́т ка́лия — неорганическое соединение,
соль калия и хлорноватистой кислоты с формулой KClO,
жёлто-зеленовато-серая жидкость с сильным запахом хлора, но некоторым этот запах кажется фруктовым. При температуре ниже −2 °C затвердевает, превращаясь в кристаллы. Водный раствор носит название «жавелевая вода» и используется для отбеливания тканей и как окисляющий агент.

## Получение
- Пропускание хлора через охлаждённый раствор гидрокисида калия:

{\displaystyle {\mathsf {Cl_{2}+2KOH\ {\xrightarrow {0^{o}C}}\ KClO+KCl+H_{2}O}}}
Чтобы получить чистый гипохлорит калия из раствора, нужно поместить его в бокс с осушителем, желательно оксидом фосфора(V). После этого гипохлорит сливают из сосуда и растворяют в воде. Потом раствор ставят в морозильник и охлаждают. И только потом повторно помещают в бокс с осушителем. Полученные кристаллы нужно держать во фторопласте и при температуре ниже −5 °C.

## Физические свойства
Гипохлорит калия достаточно хорошо растворим в воде (25 %/100 мл при 25 °C). Плавится при температуре −2 °C, кипит с разложением при 102 °C.

## Применение
- Компонент моющих средств.
- Дезинфицирующий агент.
- В качестве промышленного окислителя.
- Отбеливающий агент.